# Der stumme Zeuge
Der stumme Zeuge ist ein deutscher Detektiv- und Abenteuerstummfilm von Harry Piel aus dem Jahre 1917.

## Handlung
Der Bankier Pool wurde ermordet aufgefunden. Frau Masten, Pools angebliche Wirtschafterin, und Erwin, ein Verwandter des Toten, lenken den Verdacht auf die Nichte des ermordeten Bankiers, Jenny Pool. Sie wollen auf diesem Wege an das Erbe des Verstorbenen kommen. Detektiv Kelly Brown nimmt sich des Falles an und findet einen „stummen“ Zeugen des Mordes. Die überführte Frau Masten bringt sich mit Gift um.

## Produktionsnotizen
Der stumme Zeuge wurde im Dezember 1917 im Tauentzienpalast uraufgeführt. Der Film besaß fünf Akte und war knapp 1700 Meter lang. In Österreich kam am 12. April 1918 eine mit rund 1500 Metern Laufzeit (= etwa 73 Minuten Spieldauer) gekürzte Fassung in die Kinos.

## Kritik
Paimann’s Filmlisten resümierte: „Stoff recht gut. Photos, Spiel und Szenerie sehr gut.“